# Saurita tenuis
Saurita tenuis är en fjärilsart som beskrevs av Butler 1876. Saurita tenuis ingår i släktet Saurita och familjen björnspinnare. Inga underarter finns listade.